# Split Image
Split Image ist eine ehemalige deutsche, 1991 gegründete Rockband aus Delbrück, Kreis Paderborn. Ihr Song Kommerz wurde bekannt durch den Sampler Schlachtrufe BRD. Die Band löste sich 1997 nach ihrem zweiten Album Ich bin Ich auf. 2007 meldete sie sich mit dem Album Tod und Teufel in Originalbesetzung zurück. 2013 löste die Band sich erneut auf.

## Geschichte
Split Image bestand aus Skinheads und zwei Gitarristen aus der Hardrock-Szene. Ihre Musik war eine Mischung aus Straßen- und Hardrock. Sie spielte von 1992 bis zu ihrer ersten Auflösung zahlreiche Konzerte in Deutschland und Österreich. Split Image erreichte auch außerhalb Paderborns den Status einer anerkannten Band in der Oi!- und Punk-Szenen. 1997 verließen Daniel und Mobil die Band. Die anderen Drei beschlossen, zumindest noch die geplante CD einzuspielen und einige bereits gebuchte Konzerte zu geben. Ende 1997 kam dann die CD Ich bin Ich heraus.
2007 erschien das Reunion-Album Tod und Teufel in der Originalbesetzung. Das aufwändige Cover erinnert an Das letzte Abendmahl. Ab 2010 spielte Split Image wieder live und bereiste ganz Deutschland, um ihr neues Album … bringen Licht vorzustellen. Split Image verglich sich musikalisch mit den Böhsen Onkelz und der Band haftete ein ähnliches Image an, obwohl man sich deutlich gegen rechte und linke Extreme stellte. Sie gelten als Mitbegründer der deutschen Oi!-Musik. Drei der vier Studioalben brachte das linke Label Impact Records heraus. Das 2010er Album erschien bei KB-Records. Die Band mit – für Oi! und Punk – oft hintergründigen Texten, spielte gerne mit Doppelbedeutungen oder versteckten Botschaften.
Am 1. Dezember 2013 löste sich die Band nach 22 Jahren auf. Die letzte CD, der Tribute Sampler Marschbefehle enthält Coverversionen aktueller deutschsprachiger Punkbands und kam, ab 2014, Stückweise als gratis Download ins Netz.
Gian-Franco Messina, Sänger und Textdichter der Band, veröffentlichte 2013 sein erstes Buch und ist als Autor bei Impact Books unter Vertrag. Messina schreibt erfolgreich Bücher unter Pseudonym. So nutzt er „Frank Osbuch“ („Frankos Buch“).

## Diskografie

### Demos
- 1995: Res Dubia

### Alben
- 1995: Guten Tag! (Impact Records, CD und  Mad Butcher Records, LP[1])
- 1997: Ich bin ich (Impact Records)
- 2007: Tod und Teufel (Impact Records)
- 2010: ...bringen Licht (KB-Records)

### MCDs/EPs
- 2010: Wald & Wiese: 15 Jahre SI! Division (KB-Records)

### Samplerbeiträge
- 1995: SI-Division und Du kannst schreien auf Willkommen zur Alptraummelodie 3
- 1995: Kommerz auf Schlachtrufe BRD Vol. 4
- 1996: Glaubst du mir? auf Die Deutsche Punkinvasion II
- 1996: Glaubst du mir? auf Hart & schäbbich
- 1996: Hass auf Tollschock 3
- 1997: Ich bin ich auf Die Drei von der Punkstelle Vol. 1
- 1998: Tod und begraben auf OI! Machs Maul auf
- 2000: Viva SI! auf Impact Classix Vol. III
- 2010: Freiheit ist Punk auf Knock Out in the 9th round
- 2010: Freitag Nacht und Faulendes Fleisch auf Soundtrack der Strasse IV
- 2011: Der Club auf Deutsch Rockt! - Lektion 1